# 野田義治
野田 義治（のだ よしはる、1946年〈昭和21年〉3月28日 - ）は、日本の芸能プロモーター、実業家。芸能事務所サンズエンタテインメントの会長で、トラフィックジャパンの代表取締役社長も兼任する。元イエローキャブの代表取締役社長。元渡辺プロダクション社員。富山県富山市生まれ、広島県呉市育ち。

## 経歴

### 生い立ちと初期
1946年、富山県富山市に生まれる。幼少の頃は海上自衛官である父の仕事の都合で京都府舞鶴市などに住み、11歳からは広島県呉市で育った。広島県立呉工業高等学校卒業。高校時代は『仁義なき戦い』のモデルになった広島抗争真っただ中の呉市で過ごす。学生時代は主に野球（キャッチャー）と喧嘩に明け暮れる日々を送り、広島市内まで仲間と喧嘩に繰り出したという。
高橋英樹に憧れて俳優を志望し、広島から上京して俳優座の研究生となる。東京新宿区下落合の劇団の稽古場に通いながら、埼玉県の鋳物工場、新聞の配送、ジャズ喫茶、ゴーゴークラブの支配人などをする。この店でグループ・サウンズのブッキングやマネジメントをやり始めたのが芸能界と関わるきっかけ。なお、俳優の道を断念したのは、劇団サイドから声が篭（こも）るとの批判があったからだという。
1965年にダイワ企画入社。渡辺プロ時代にいしだあゆみのマネージャーを務めた。いしだは、芸能界では付き人泣かせの芸能人として有名であった。野田自身もなんども辞めようと思ったが、「この世界の礼儀、気配りから態度まで、それこそ1から10までを教わった」と言い、今ではいしだを心から尊敬している。また、朝丘雪路や夏木マリのマネージャーも務めた。朝丘については「お姫様だったが、仕事になるとプロだった」と回想している。

### 実業家として
1980年頃、黒澤プロモーション入社。遊び仲間3人で個人事務所イエローキャブを設立。1988年、有限会社イエローキャブに法人化し、代表取締役に就任。1993年、有限会社サンズを設立し、代表取締役に就任。1996年、有限会社イエローキャブを株式会社に改組。2002年6月、トラフィックジャパンを設立し代表取締役に就任。
2004年1月、株式会社イエローキャブの株式3分の2を保有する株式会社スタッフ東京（東洋コンツェルングループ）の出席なしに、株式会社イエローキャブの臨時株主総会を開き、野田本人や所属タレントの雛形あきこ、山田まりやなどに計400株の新株の発行を決定。しかし、スタッフ東京側は、新株発行は無効であるとして東京地方裁判所に新株発行無効確認訴訟を提訴。同年10月4日、発行した株式に対して「手続きに重大な欠陥がある株主総会は無効」として発行を認めない判決が下された。このため、同年12月に、株式会社イエローキャブの代表取締役社長を辞任し、有限会社サンズでマネジメント事業を行うようになる。これに伴い、一部の所属タレントが有限会社サンズに移籍した。

## 人物
『空手バカ一代』をもじり、巨乳バカ一代を自称する。堀江しのぶに始まり、かとうれいこ、細川ふみえ、雛形あきこ、山田まりや、小池栄子、佐藤江梨子、MEGUMIらといった数々の人気巨乳タレント（グラビアアイドル）を売り出し、1990年前後から起きた「巨乳ブーム」のきっかけを作った。
「巨乳路線」は、1980年代後半に起きた出版業界の男性誌や情報誌の創刊ラッシュのとき、「少年マガジン」の編集者とたまたま意気投合して、堀江しのぶのグラビアを数10ページ組ませてもらい、これが評判を呼んだことがはじまりだという。当時はまだ、マンガ雑誌の表紙に水着姿の女の子を使うという発想はない時代であった。
『QuickJapan』のVol.68グラビアアイドル特集の対談記事では、「今は何が受けるかわからない。世の中が難しい時代になってきて、特にグラビアは、うちの瀬戸早妃（現：咲嬉）以降は俺はもうわからない。だから無難なところをやってる」と語り、瀬戸や小林恵美、小島くるみ等スリムで美形なタレントを売り出している。また、関西を中心に活動していたニューハーフタレントのはるな愛を、本格的に芸能界に送り込んだ。
毎日新人の面接をこなし、売り出すタレントは全て自らの面接で合格した者のみ、自身の直感だけで決めると言う。新人タレントの胸を張りや形を確かめるため、水着や服の上から胸を触る、としている。
野田が理想とするグラビアアイドルの体型はB90W60H90で、曰く「マリリン・モンローの様な体型」である。また、グラビアアイドルの条件として、「いかにヌカせるか、いかに勃たせるか」「土手の良さ」を挙げている。人気が出たら「服を着せてゆく」という手法を構築したが、他の事務所の慣習と異なり、「グラビアアイドル卒業宣言」は行わないというのが独自の方針である。
所属タレントの礼儀や規律などに関しては大変厳しい。また、世間的に無名なタレントなどがスキャンダルを利用して自身の知名度を意図的に上げようとする行為（売名行為）に関しては、否定的な考えを持っている。歯列の矯正以外の整形手術などは所属タレントに許さないばかりか、写真集やグラビアでは画像処理ソフトでの写真修正を認めていない。その一方で、「巨乳でブスの方が良い」「男を勃たせてナンボ」などの持論も展開している。後にスフィアリーグへと発展する芸能人女子フットサルには、Carezzaを率いて創成期から参加。芸能界で欠かせない礼儀や規律を養わせる一環として、所属タレントを参加させている。また雛形のレギュラー番組であるめちゃ×2イケてるッ!では野田の写真とグラビアアイドルの体を合成したいわゆるアイコラ写真を作られTシャツにされたことがある。この際も番組側はテロップで「本人はいたって真面目な人です」と野田が誤解されないよう断りを入れていた。
短気であり、仕事に関しては妥協を一切許さないとされ、所属タレントの瀬戸早妃が西川貴教と交際していたことを知ったときには、瀬戸を一喝し、西川との交際を断固反対した。一方で、ドラゴンアッシュの降谷建志とMEGUMIとの交際に関しては、認める姿勢をとっている。後に「仕事がある程度上手くいっていれば良い」と弁明しており、瀬戸に一喝したのは瀬戸が「まだまだのタレントだから」と主張している。小池栄子の豊胸手術疑惑が噴出した際には、自らワイドショーに出演し疑惑を否定した。
三度の飯よりもタバコが大好きである。一方、アルコールは一切嗜まず、酒席では牛乳を注文する。

## メディア出演

### テレビ
- 情報ライブ ミヤネ屋コメンテーター（2006年8月2日 - 、読売テレビ）
- 絶品!野田印 アイドル特急便（BSフジ） - アイドルのDVDを紹介する番組。かでなれおん・井本みさおとともにMCを務める

### ラジオ
- 週刊野田義治（JFN系列）

### ネット
マルチメディアプロジェクト、Theatter 第2弾 「野田義治の巨乳道」（2010年9月3日 - 、ustream）

## 書籍
- 野田義治『巨乳バカ一代―胸の谷間から見た野田流成功法則70』日本文芸社、2004年1月、ISBN 4537251905
- 野田義治『女心をつかんで動かす―「伸びる女」はこうして見抜け』PHP研究所、2004年10月、ISBN 4569635849
- 大下英治『巨乳をビジネスにした男 野田義治の流儀』講談社、2008年4月、ISBN 4062146584

## 演じた俳優
- 遠藤憲一：映画『巨乳をビジネスにした男』（2007年、「野村義宏」（野田義治がモデル）役）